# Кристаллер, Вальтер
Вальтер Кристаллер (нем. Walter Christaller; 21 апреля 1893, Бернек, Германия — 9 марта 1969, Кёнигштайн, ФРГ) — немецкий географ, автор теории центральных мест, впервые опубликованной в 1933 году, в которой сформулировал закономерности расположения, числа и размеров населённых пунктов в иерархии городов. Широкое распространение получило понятие сетка Кристаллера.
Участник первой и второй мировых войн. Во время последней принимал активное участие в разработке Генерального плана Ост — колонизации и германизации части оккупированных Германией территорий. Один из основателей Немецкой ассоциации прикладной географии.

## Биография
Вальтер Кристаллер родился 21 апреля 1893 году в городе Бернек в семье евангелического пастора и писателя Эрдманна Готриха Кристаллера (1857—1922), опубликовавшего ряд книг, в том числе в 1901 году сатирический роман о церкви «Проституция Духа», после издания которого ему пришлось уйти в отставку по состоянию здоровья. Дед Иоганн Готлиб Кристаллер служил христианским миссионером в Западной Африке. Его мать Хелен Кристаллер (1872—1953), вышедшая замуж в 18 лет, после отставки мужа стала детской писательницей, опубликовав около 50 книг.
В 1913/14 годах Вальтер в течение семестра прослушал курс философии и политической экономии в Гейдельбергском университете. В 1914-м был призван в армию, во время Первой Мировой войны был ранен, после чего демобилизован. После демобилизации работал в строительном кооперативе в Берлине, в 1921 году женился (в браке появилось трое детей, но о них мало что известно). С 1925 по 1928 год работал сотрудником, а затем руководителем строительной компании. В 1928 году он потерял работу, в 1929 году развёлся с супругой и поступил в университет Эрлангена, в котором в 1932 году получил докторскую степень, защитив диссертацию по теме «Центральные места в Южной Германии» (нем. Die zentralen Orte в Süddeutschland), на основе которой в 1933 году опубликовал книгу с таким же названием, в которой изложил свою теорию центральных мест (была переиздана на английском языке в 1966 году). По некоторым данным публикация Кристаллером своей диссертации была профинансирована Генрихом Гиммлером.
После прихода А. Гитлера к власти, в 1933 году эмигрировал во Францию, но в 1934 году вернулся обратно в страну, получив грант от Немецкого научно-исследовательского общества на создание атласа Германии, а с 1937 года работал доцентом на кафедре профессора Теодора Маунца в Фрайбургском университете.
В 1940—1945 годах состоял в НСДАП и работал преимущественно в Берлине под патронажем Г. Гиммлера и Конрада Мейер-Хетлинга в бюро СС по территориальному переустройству оккупированных территорий, где предложил использовать разработанный им административный принцип размещения для переустройства части территории Польши для её заселения немецкими фермерами (Генеральный план Ост).
После окончания войны был реабилитирован (как и его коллега Т. Маунц), жил в ФРГ, в 1951 году вступил в Коммунистическую партию Германии и даже возглавил местную партийную ячейку. По некоторым данным был арестован и обвинен в шпионаже, однако все обвинения с него были сняты. С 1950-х годов и до 1969 года занимался географией туризма, в соответствие со списком, составленным Ричардом Престоном (англ. Richard Preston) из Университета Уотерлу, опубликовал более 50 статей, четыре монографии, шесть путеводителей, один учебник и два атласа.
Идеи Кристаллера оказали огромное влияние на развитие экономической географии в Великобритании и США, в частности, на работы Уолтера Айзарда и других представителей этого вида школы пространственного анализа. В ФРГ в соответствии с теорией центральных мест была проведена реформа низового административно-территориального деления.
В 1950 году Вальтер Кристаллер основал вместе с Полом Гауссом и Эмилем Мейненом Немецкую ассоциацию прикладной географии (DVAG).
Умер в Зехайм-Югенхайм 9 марта 1969 года.

## Память
В 1996 году Немецкая ассоциация прикладной географии учредила премию имени Вальтера Кристаллера.

## Основные идеи Кристаллера

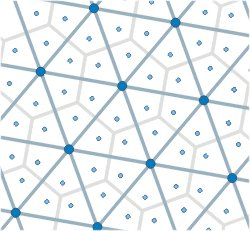
Сетка Кристаллера

Вальтер разработал теорию центральных мест, в соответствии с которой существует оптимальная каркасно-сетевая структура населённых пунктов, которая обеспечивает доступ к объектам сферы услуг, максимально быстрое перемещение между городами и эффективное управление территорией. Система населённых пунктов обладает определённой иерархией, число уровней которой прямо пропорционально социально-экономическому развитию территории. С ростом уровня иерархии населённый пункт предоставляет всё больший набор услуг всё большему числу нижестоящих поселений.
Система центральных мест (сетка Кристаллера) имеет форму диких пчелиных сот (смежных шестиугольных ячеек). Центры некоторых ячеек являются узлами шестиугольной решётки более высокого порядка, центры её ячеек — узлами решётки ещё более высокого порядка и т. д. вплоть до наинизшего уровня с единственным центром.

### Тип иерархии

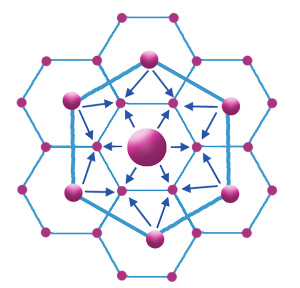
К = 3

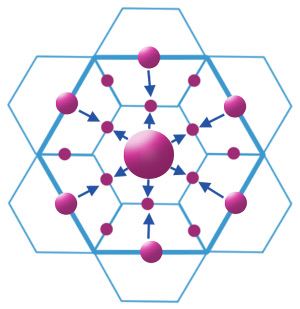
К = 4

K = 7

Тип иерархии определяется количеством центральных мест следующего более низкого уровня иерархии, подчиненных одному центральному месту, который имеет зависимое от него количество поселений, занимающих более низкую ступень.
Количество мест на каждой ступени иерархии и значением К имеет следующий вид:
{\displaystyle M_{n}=(K-1)^{n}},
где {\displaystyle M_{n}}, — число зависимых мест на той или иной степени иерархии, n — ступень иерархии .
Варианты иерархии систем в зависимости от принципов расселения:
- Рыночный принцип (К = 3) создает оптимальную форму рыночных зон, где население приобретает товары и услуги в данном центральном месте, которое обслуживается тремя центральными местами более высокого уровня иерархии и находится на одинаковых расстояниях от них, что достигается наименьшим числом центральных мест.
- Транспортный принцип (К = 4) формирует условия для транспортировки, где наибольшее число центральных мест будет расположено на одной дороге, соединяющей более крупные города, обеспечивая минимальные издержки на строительство дороги, находясь на кратчайшем расстоянии до двух ближайших центров более высокого уровня иерархии.
- Административный принцип (К = 7) необходим для четкого административного контроля, когда все центральные места, зависимые от данного места, полностью входят в его зону.

## Награды
Заслуги Вальтера были отмечены многочисленными наградами:
- 1964 — награда от Ассоциации Американских географов за выдающиеся достижения
- 1967 — золотая медаль Anders-Retzius от Шведского общества антропологии и географии[англ.]
- 1968 — медаль Виктория Королевского географического общества
- 1968 — почетный доктор Лундского университета
- 1968 — почетный доктор Рурского университета.

## Основные работы
- Die zentralen Orte in Süddeutschland. Eine ökonomisch-geographische Untersuchung über die Gesetzmäßigkeit der Verbreitung und Entwicklung der Siedlungen mit städtischer Funktion. Wissenschaftliche Buchgesellschaft, Darmstadt 1980, ISBN 3-534-04466-5 (Repr. d. Ausg. Jena 1933).
- Grundgedanken zum Siedlungs- und Verwaltungsaufbau im Osten. In: Deutsches Bauerntum, Jg. 32, 1940, S. 305-12.
- Raumtheorie und Raumordnung. In: Archiv für Wirtschaftsplanung, Jg. 1, 1941, S. 116-35.
- Beiträge zu einer Geographie des Fremdenverkehrs. In: Erdkunde, Jg. 9, 1955, S.1-19.
- Die Hierarchie der Städte. In: Knut Norborg (Hrsg.): Proceedings of the IGU Symposium in Urban Geography, Lund, 1960, Nr. 24, 1962, S.3-11. (Lund Studies in Geography, Ser.B, Human Geography).
- mit Hans-Richard Fischer: Unsere Erde. Stuttgarter Hausbücherei, Stuttgart 1958.
- Some Considerations of Tourism Location in Europe. In: Papers, Regional Science Association. Jg. 12, 1964, S.95-105.
- How I discovered the Theory of Central Places: A Report about the Origin of Central Places. in: P. W. English, R.C. Mayfield (Hrsg.): Man Space and Environment. Oxford Univ. Press, 1972, S. 601—610.